# 索尼Vario-Tessar T* E 16-70mm F4 ZA OSS
索尼 Vario-Tessar T* E 16-70mm F4 ZA OSS是一枚标准变焦镜头，由索尼与蔡司公司联合开发，由索尼公司于2013年8月发布。
产品编号SEL1670Z，通常会用焦段来简称为1670。

## 概述
标准变焦镜头涵盖从广角到中焦的范围，在日常应用中使用频度较高，而不少爱好者亦选择一枚高素质的标准变焦镜头作为挂机镜头。索尼自2005年发布R1，因其高画质与焦段实用性享有很高声誉。在SONY α数码单反发布后，也联合蔡司开发了DT 16-80mm镜头满足用户需求；而2010年推出索尼E接环系统后，镜头群中却一直没有一枚高素质标准变焦填补空白。
镜片构成12群16枚，其中包括4枚非球面镜片。同时，因为E口（APS-C）规格中机身并无防抖机构，所以该镜头特别搭载了被称作『OSS』的镜头防抖功能。
该镜头于2013年8月发布，而一个月后索尼即发布了ILCE-7为代表的全画幅机型，且售价迅速下滑至约8000人民币范围；由此引发消费者心理微妙变动而影响了APS-C规格镜头，特别是蔡司24/1.8与这枚售价较高的16-70 ZA的销售（上市约103,950円，实售约9万3,700円）。

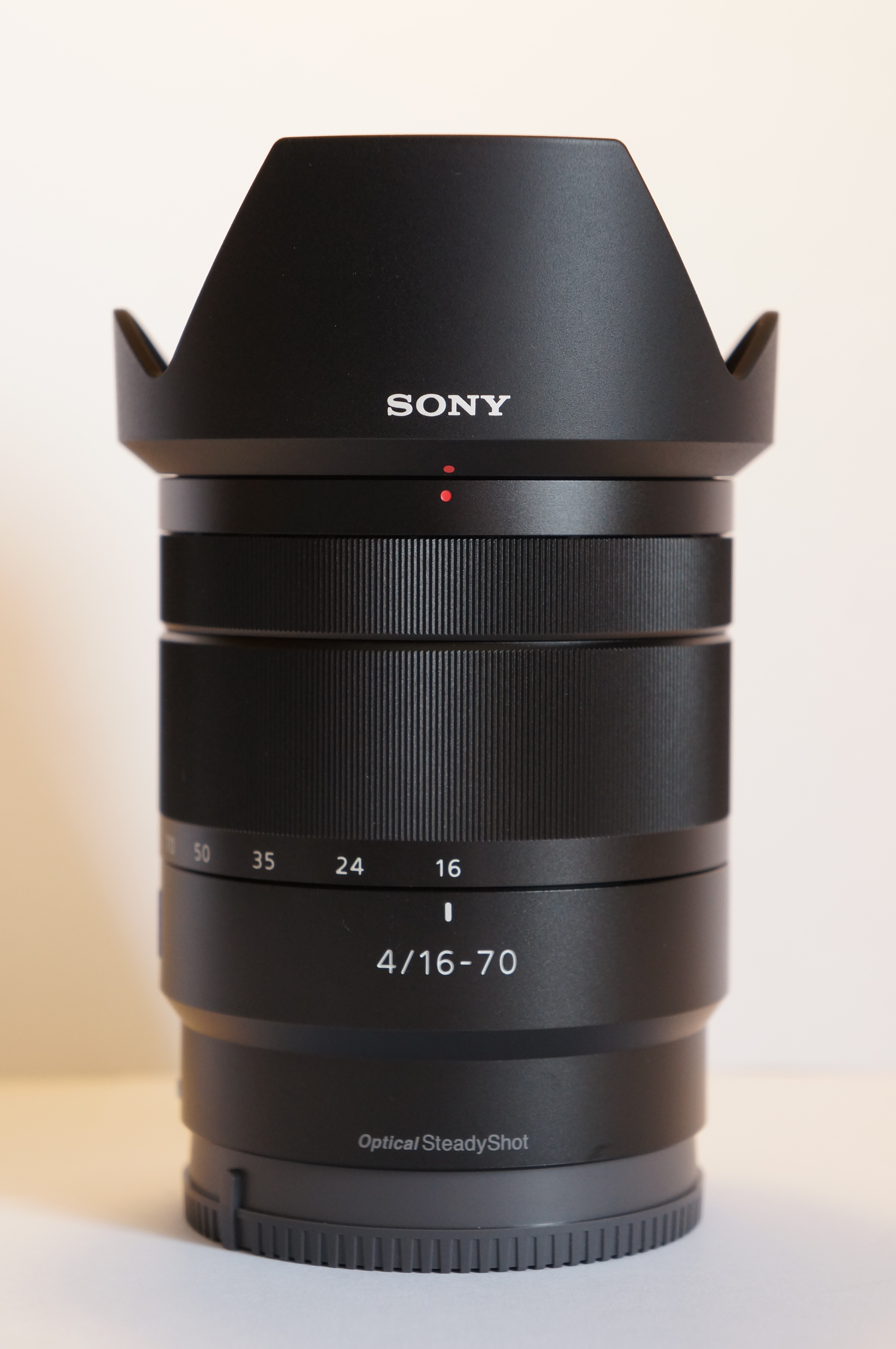
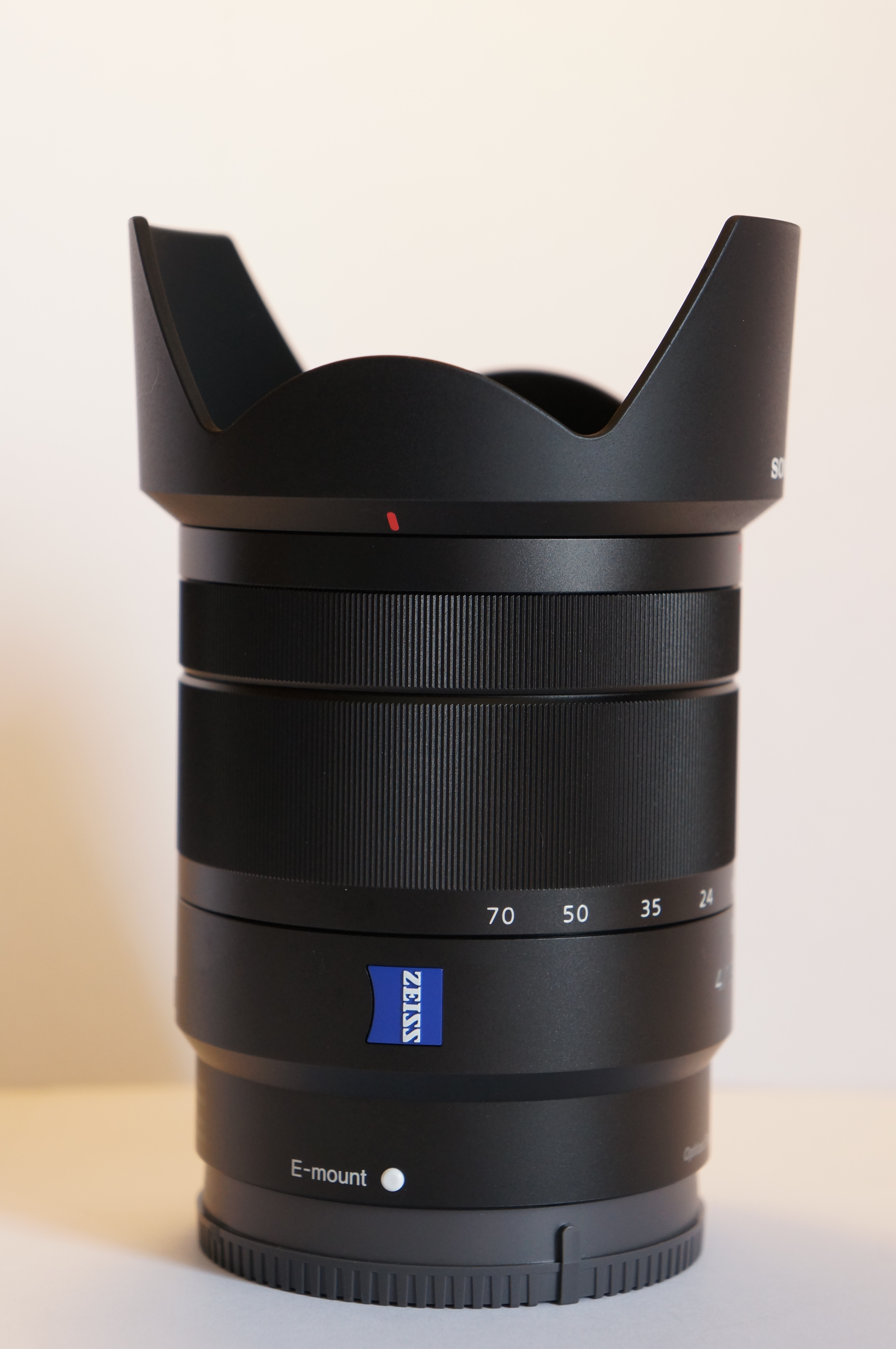
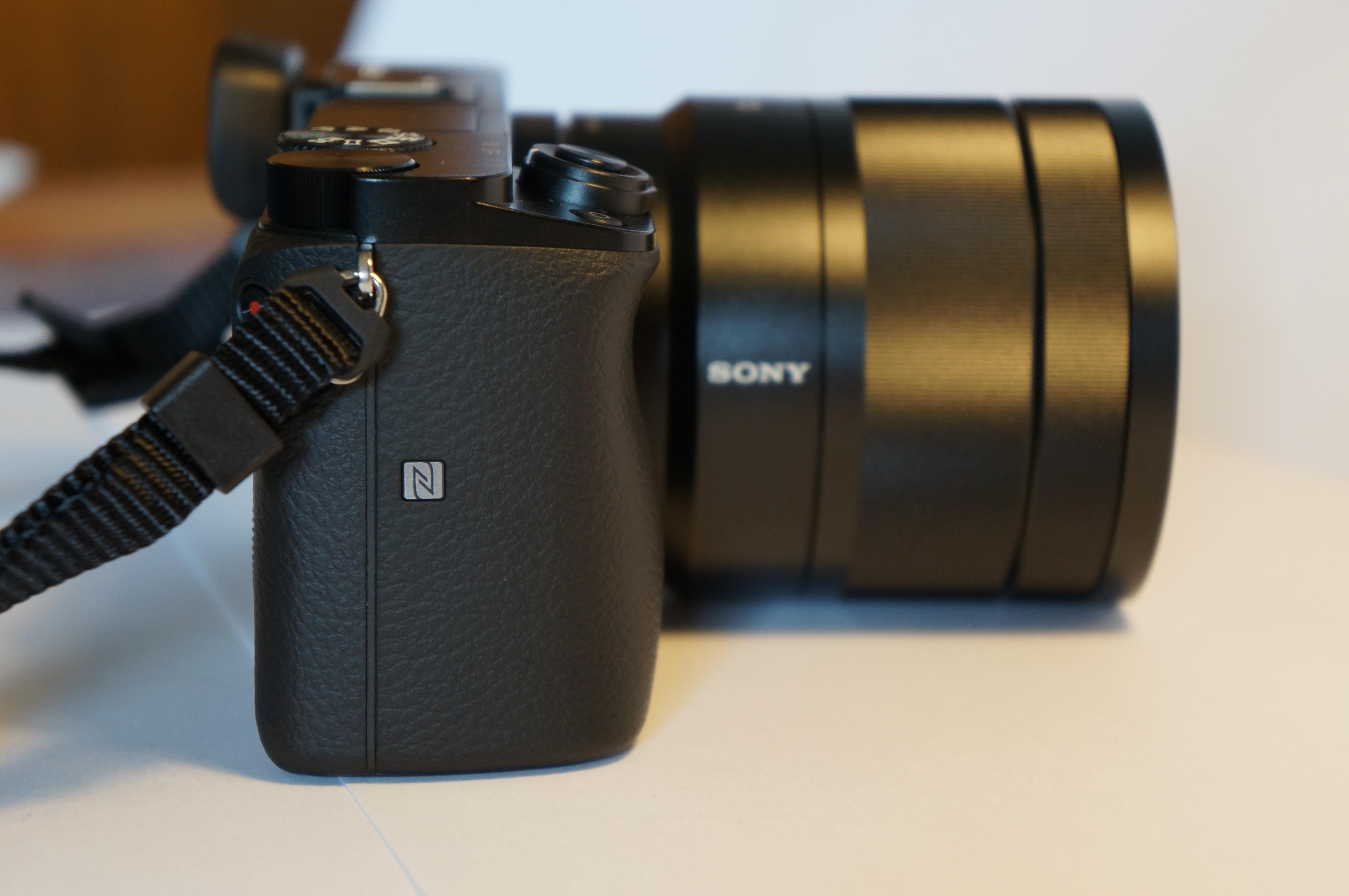
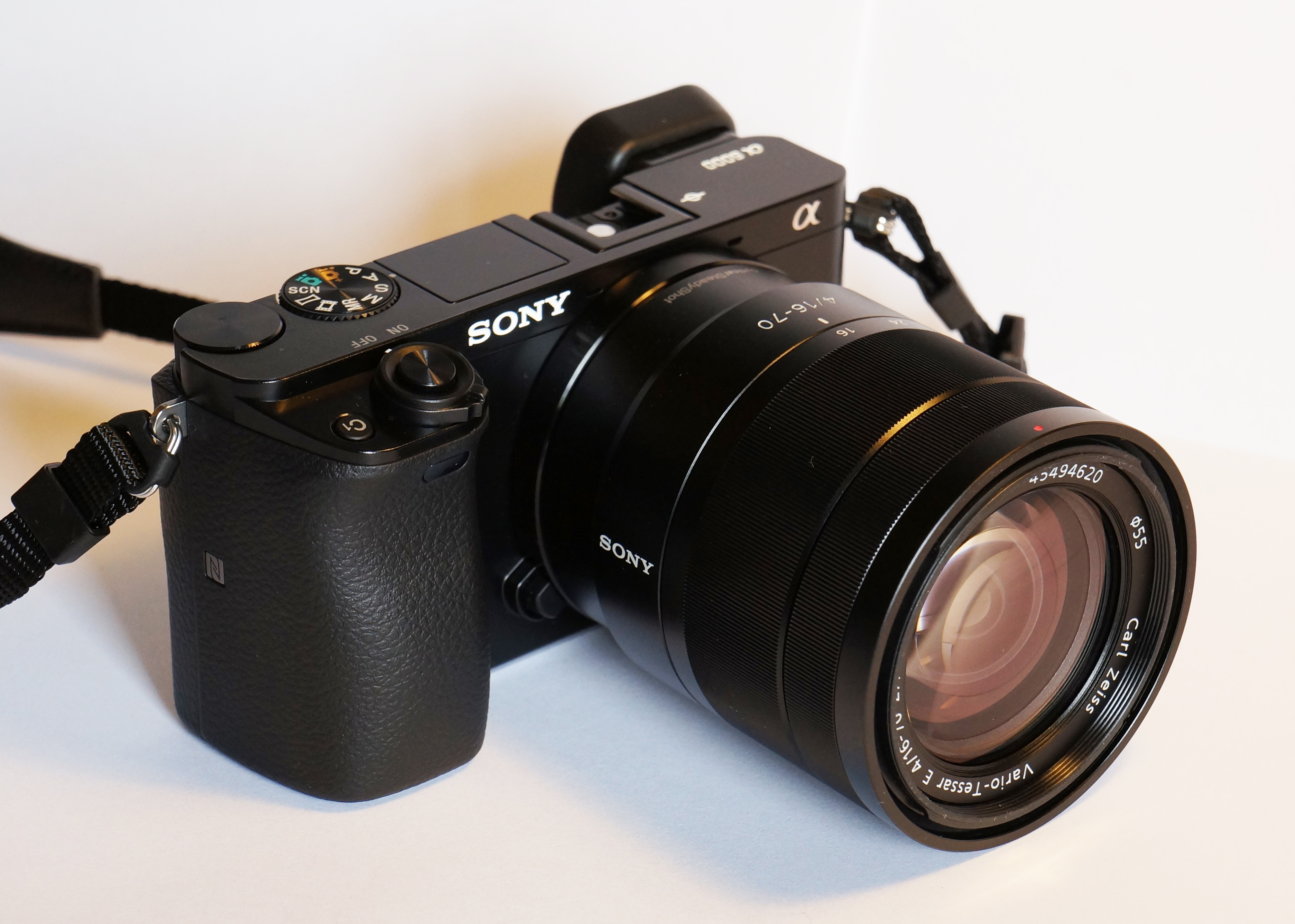

## 评价与反响
根据DC Watch Impress的评测，该镜头做工细致精良，在实拍中，特别是与24mp的NEX-7机型配合表现优异。
根据DXOMARK的评测，该镜头光学素质偏弱，其分辨率在35mm到70mm之间快速下降，同时还有广角端暗角偏大的问题。